# El Mensajero (San Francisco)
El Mensajero es un periódico en español cuya distribución abarca toda el área de la Bahía de San Francisco (San Francisco), Oakland y San José) desde 1987. Su sede, donde es el principal periódico, está en San Francisco (333 Valencia Street).
El periódico es semanal, editándose los domingos, con una circulación semanal de 110.546 copias según Synovate 2006, y 103,800 lectores semanales en 2011.
El Mensajero pertenece a ImpreMedia, que es la compañía de publicación de periódicos en español más grande de Estados Unidos.
Su contenido está orientado a la comunidad hispana y sus secciones son: 
- De la Editora
- Clasificados (Bienes Raíces, Compra de Casas, Cuartos, Empleo, Computadoras, Contratista, Eventos, Música, Oportunidad de Negocios, Personales, Psíquicos, Renta de Apartamentos, Renta de Casas, Servicios de Negocios, Servicios de Salud, Servicios Quiroprácticos, Subasta, Venta de Casas, Venta de Autos, Venta de Negocios, Voluntarios).
- Primera Plana
- Opinión
- Arte en la Bahía
- Buen Provecho
- El Reventón
- Orgullo Latino
- Negocios & Dinero
- Foro de Comunidad
- Salud
- Mundo Legal
- Área de la Bahía
- Raíces
- Cine
- Deportes
- Webmail
- Portadas